# Anders Oechsler
Anders Oechsler (født 10. juli 1979 i Ringsted) er en tidligere dansk håndboldspiller, der senest spillede for Team Tvis Holstebro i den danske håndboldliga, efter at have spillet i den tyske klub GWD Minden. Han stoppede karrieren i 2016.
Oechsler spillede 35 kampe og 75 mål for landsholdet. Han fik sit gennembrud under VM i håndbold 2007, hvor han i et par kampe tog ansvar og scorede en række vigtige mål.

## Klubhold
- TMS Ringsted
- Ajax Farum
- Pfadi Winterthur
- KIF Kolding (2003–2006)
- TV Großwallstadt (2006–2009)
- KIF Kolding (2009–2012)
- GWD Minden (2012-2014)
- Team Tvis Holstebro (2014-2016)